# Patrimoine culturel ukrainien lors de l'invasion russe de l'Ukraine

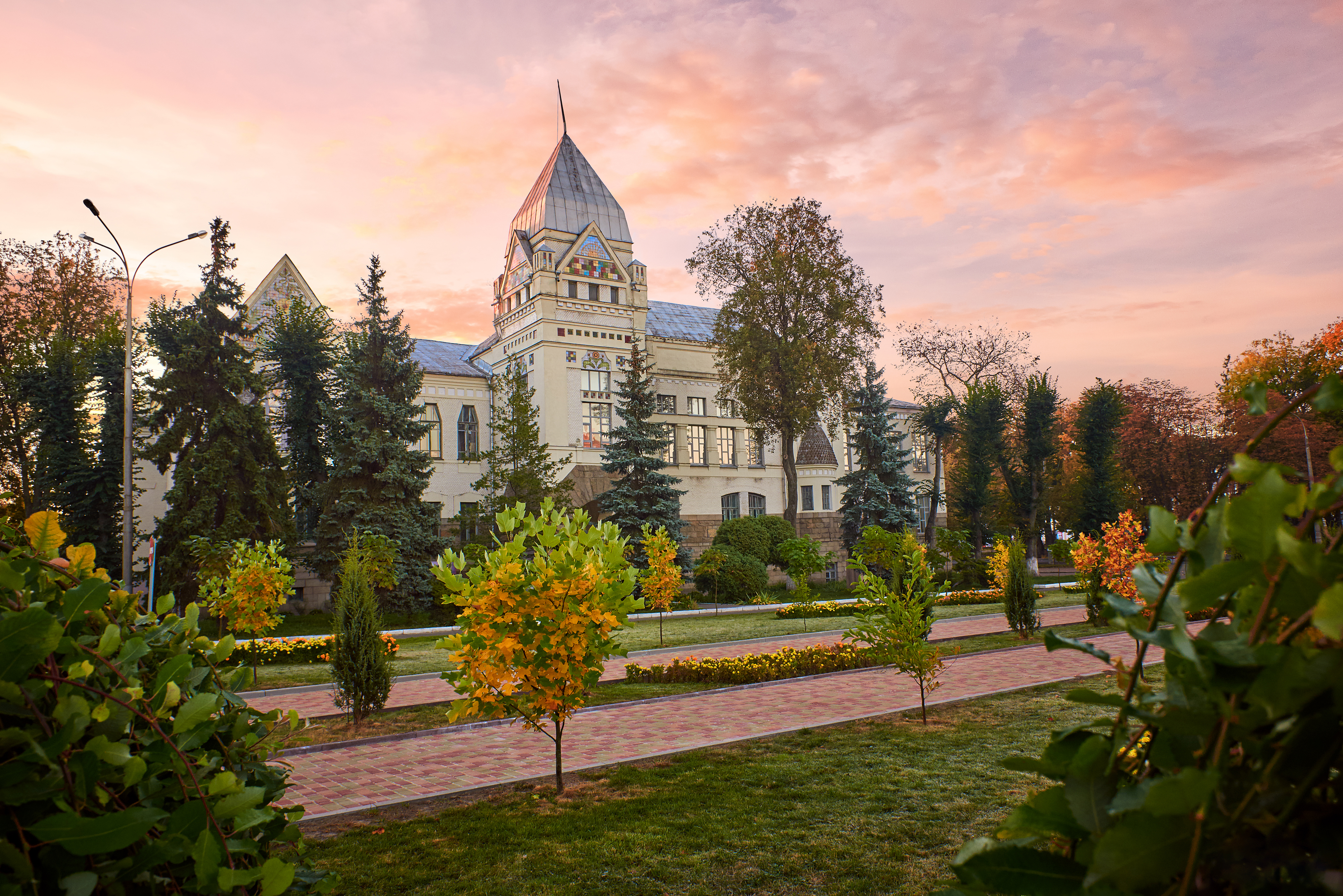
La bibliothèque publique de Tchernihiv avant le siège.

L'invasion de l'Ukraine déclenchée par la Russie le 24 février 2022 est la plus grande action militaire en Europe depuis la Seconde Guerre mondiale,,. Pendant les combats, de nombreuses pièces du patrimoine culturel ukrainien ont été détruites, endommagées ou mises en danger en raison de la destruction généralisée à travers le pays. Cette destruction et ce pillage délibérés de plus de 500 sites du patrimoine culturel ukrainien sont considérés comme un crime de guerre et ont été décrits par le ministre ukrainien de la Culture comme un génocide culturel.

## Protections légales
Les biens culturels bénéficient d'une protection spéciale et du droit international humanitaire. Le premier protocole des conventions de Genève et la convention de La Haye pour la protection des biens culturels en cas de conflit armé (tous deux contraignants pour l'Ukraine et la Russie) interdisent aux États parties d'utiliser les monuments historiques à l'appui de l'effort militaire et d'en faire l'objet d'actes d'hostilité ou de représailles. Le second protocole de la convention de La Haye n'autorise les attaques contre des biens culturels qu'en cas de « nécessité militaire impérieuse » à condition qu'il n'y ait pas d'alternative réalisable. Les attaques contre le patrimoine culturel constituent des crimes de guerre et peuvent être poursuivies devant la Cour pénale internationale.

## Sites remarquables

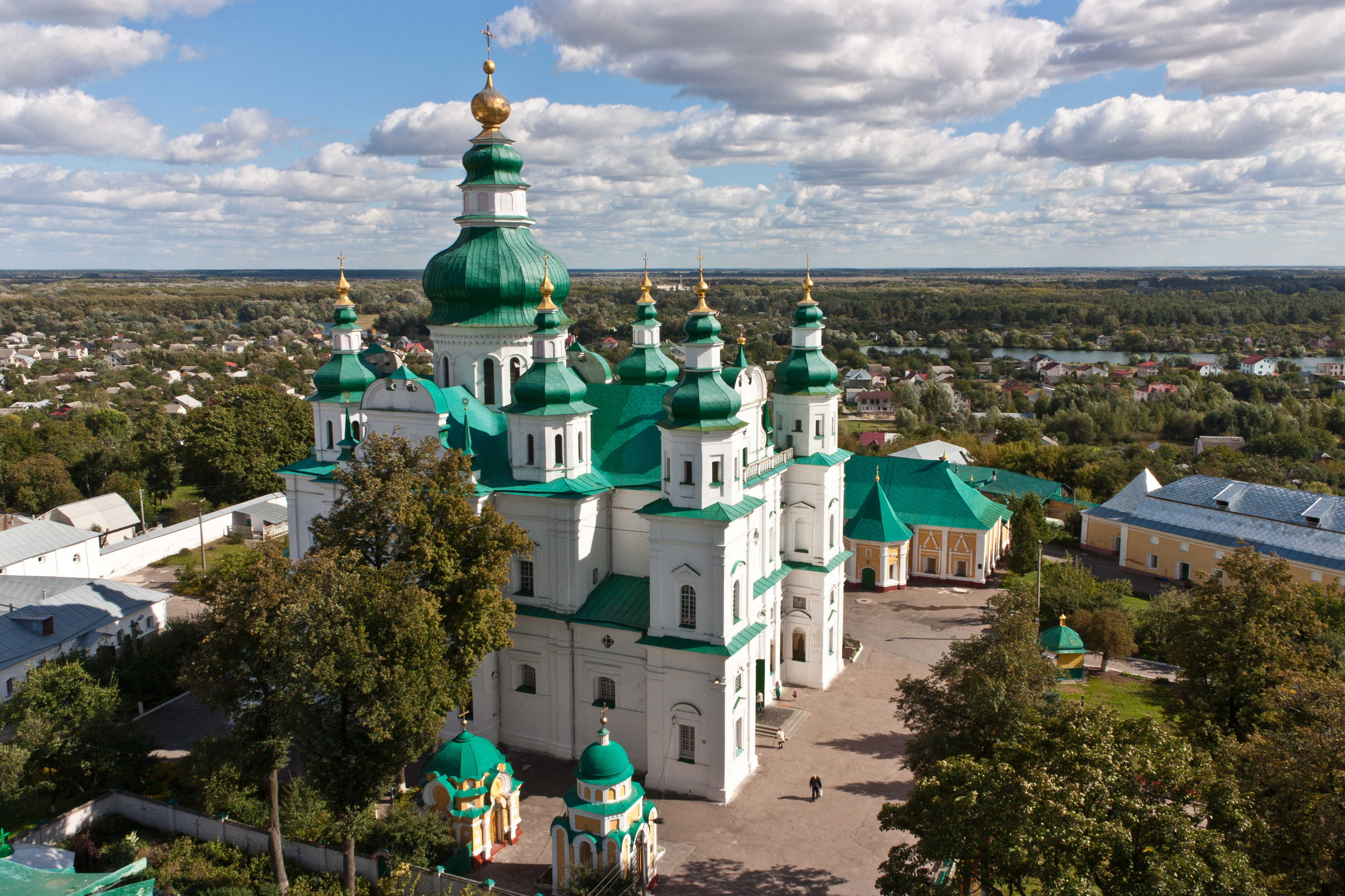
Le monastère de la Trinité, l'un des bâtiments faisant partie d'un site provisoire à Tchernihiv, a été endommagé pendant le siège de la ville par la Russie.

Il existe sept sites du patrimoine mondial de l'Organisation des Nations Unies pour l'éducation, la science et la culture (UNESCO) en Ukraine, dont la cathédrale Sainte-Sophie de Kiev, la laure des Grottes de Kiev et un quartier entier de Lviv. Des sites supplémentaires à Kharkiv, Mykolaïv et Tchernihiv étaient envisagés pour une nomination au statut de patrimoine mondial mais n'ont pas été ajoutés avant l'invasion.
Le 21 avril 2022, les autorités ukrainiennes inscrivent l'épave du croiseur Moskva au registre du patrimoine culturel sous-marin de l'Ukraine sous le numéro 2064.

## Efforts de conservation

### Domestique

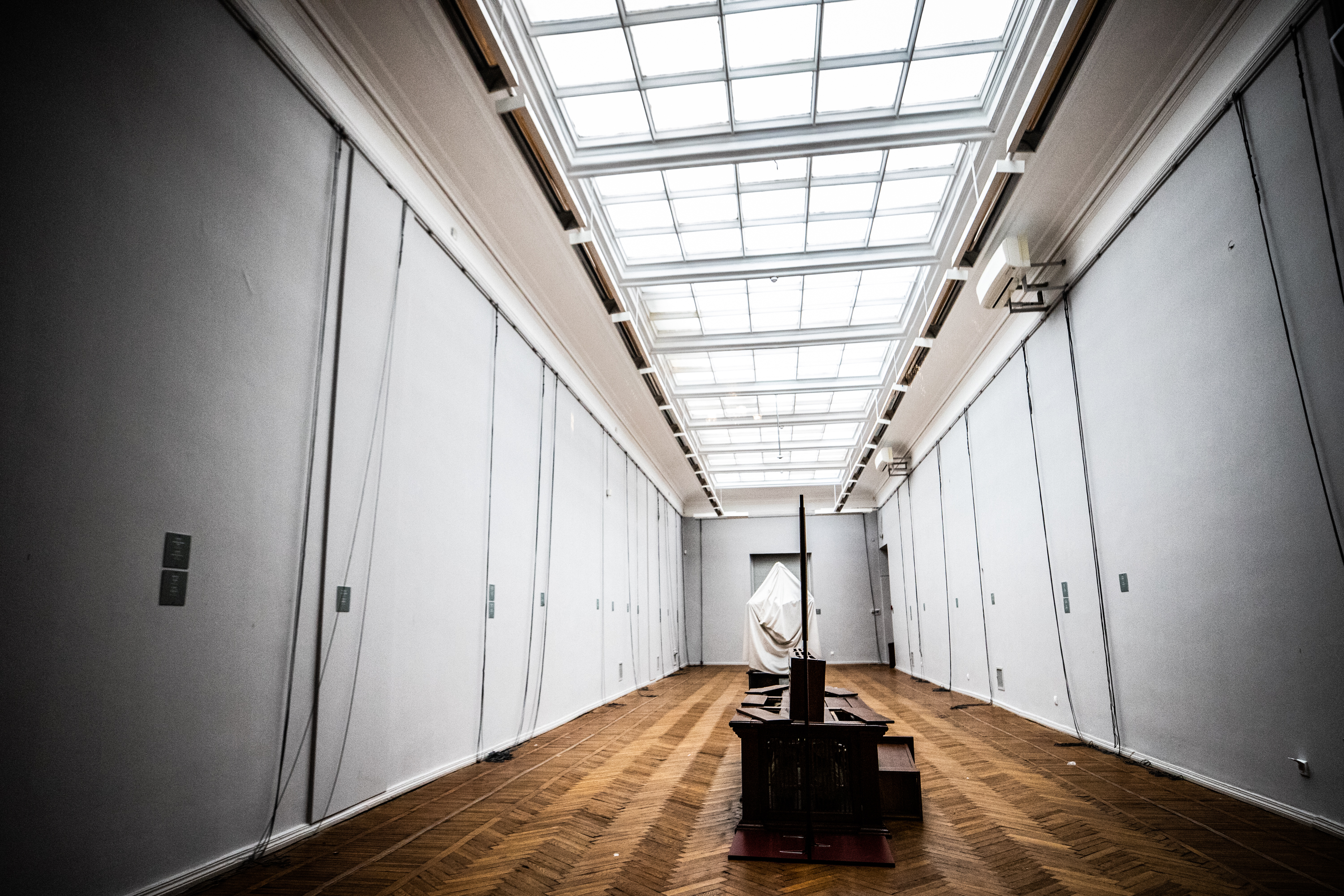
La Galerie nationale d'art de Kiev vide après avoir déplacé ses peintures dans des abris.

Le directeur du musée national d'histoire de l'Ukraine à Kiev, Fedir Androshchuk, travailla avec deux organismes pour conserver et protéger le musée contre les attaques et les pillages potentiels. Androschuck signala également que quatre autres musées à Vinnytsia, Jytomyr, Soumy et Tchernihiv avaient réussi à retirer, stocker et protéger leurs principales expositions, le musée de Vinnytsia étant utilisé comme logement pour personnes déplacées. Un collectif d'artistes ; Asortymentna kimnata (Salle assortie), au centre d'art contemporain d'Ivano-Frankivsk, créa plusieurs bunkers et collabora avec des galeries à Kiev, Marioupol, Odessa, Zaporijjia et ailleurs pour évacuer et préserver les pièces des galeries.

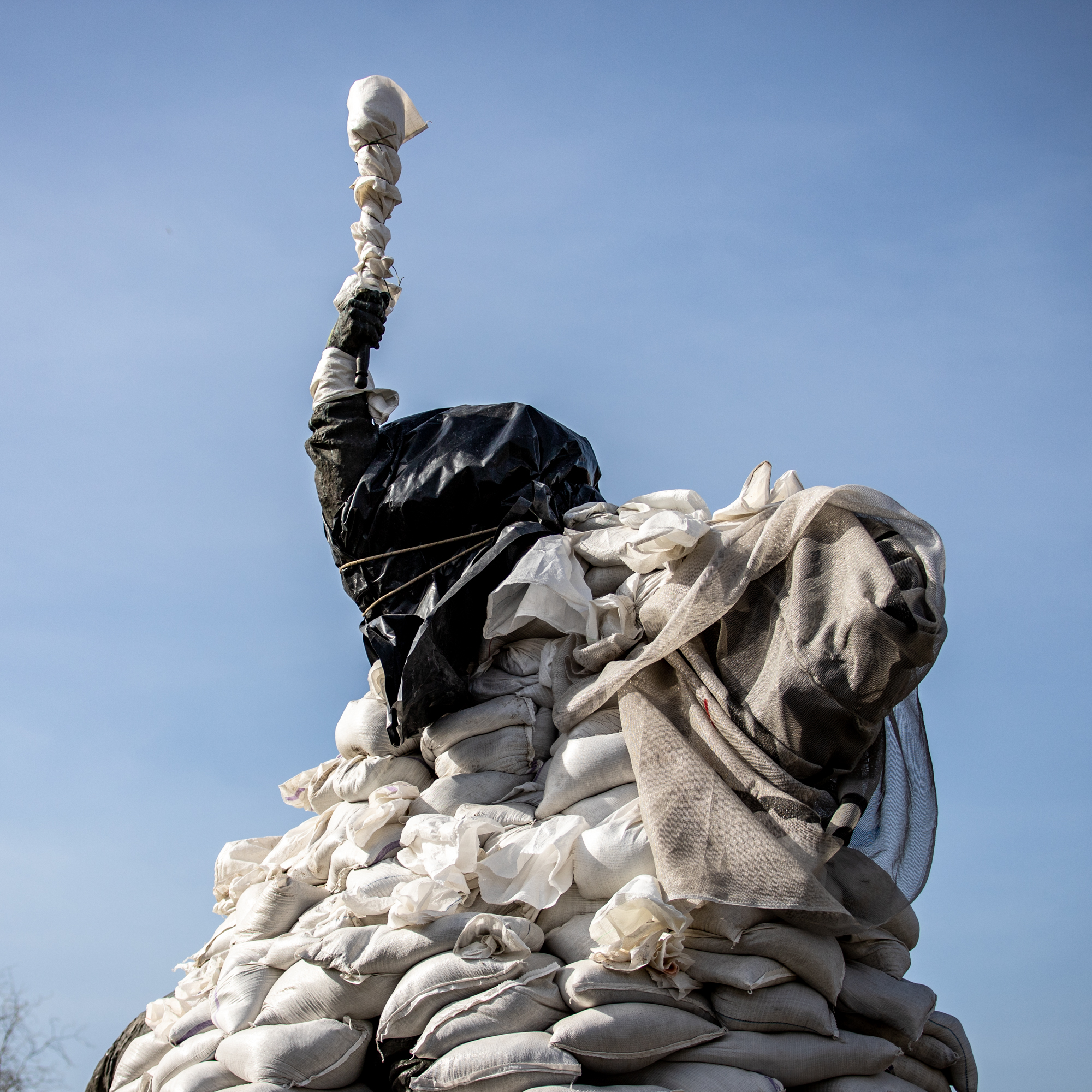
Monument à l'hetman Sahaidachny à Kiev protégé par des sacs de sable.

De nombreux monuments et mémoriaux dans différentes villes sont protégés par des sacs de sable ou enveloppés dans divers matériaux. À Kiev, environ 28 objets étaient ainsi protégés à la mi-avril. Les habitants de Lviv ont tenté d'aider à préserver plusieurs statues et fontaines en pierre ne pouvant être démontées, en les enveloppant de plastique, de mousse et d'autres matériaux. Des efforts supplémentaires ont été photographiés et publiés par la fondation de Lviv pour la préservation des monuments architecturaux et historiques par des cadres et planches en bois, utilisés pour protéger les monuments et les vitraux des églises,.
Le 28 mars, un musée Not for Tourists est lancé par le ministère de la transformation numérique pour aider à préserver le statut d'État et l'histoire de l'Ukraine, tous les bénéfices seront versés au ministère. Le site MetaHistory NFT-Museum ukrainien inclut une « ligne de guerre » ou une chronologie des événements avec un NFT correspondant, incluant un tweet concernant un moment important de la guerre et une illustration d'un artiste ukrainien. Au 1er avril, environ 600 000 dollars avaient été collectés grâce à la vente des jetons non fongibles, les fonds étant destinés à aider à reconstruire des musées, des théâtres et d'autres institutions culturelles qui avaient été détruits ou endommagés,.
De nombreux objets du patrimoine culturel protégés en Ukraine contre l'invasion russe sont des objets de la culture russe,.

### International
Peu de temps après l'invasion, l'UNESCO annonce qu'elle s'efforce de marquer tous les éventuels monuments et sites historiques clés à travers le pays avec l'emblème de la convention de La Haye de 1954, le symbole internationalement reconnu pour la protection du patrimoine culturel dans un conflit armé. L'organisation travaille également avec les directeurs de musées du pays pour coordonner les efforts de conservation afin de protéger les collections et de surveiller tout dommage aux sites culturels grâce à l'imagerie par satellite. À la suite de l'invasion, des responsables du Conseil international des musées commencent à travailler avec des responsables ukrainiens pour compiler une liste rouge d'urgence du patrimoine culturel en péril afin de documenter les artefacts et les pièces avec lesquels les forces de l'ordre pourront entrer en contact s'ils sont déplacés illégalement à travers les frontières nationales.
Les institutions culturelles de Pologne ont offert leur aide, par l'intermédiaire du Comité d'aide aux musées d'Ukraine, créé peu après l'invasion. Le Comité a offert un soutien à tous les musées et institutions culturelles d'Ukraine pour soutenir et sécuriser leurs collections ainsi que la documentation, la numérisation et l'inventaire des collections. L'aide d'autres institutions se poursuit tout au long de la guerre. En mai 2022, le ministère tchèque de la Culture chargea le musée national de Prague d'envoyer des matériaux d'emballage tels que du papier bulle et de la mousse de polyéthylène ainsi que des équipements de sécurité tels que des extincteurs et des panneaux à copeaux orientés pour bloquer les fenêtres.
En mars 2022, un effort pour sauvegarder et préserver les données et la technologie potentiellement menacées des institutions culturelles ukrainiennes fut mis en œuvre sous le nom de Saving Ukrainian Cultural Heritage Online (en) (SUCHO).

#### Expositions
Le centre culturel ukrainien à East Hollywood (Los Angeles en Californie) a organisé une collecte de fonds pour les arts qui a mis en lumière des œuvres d'artistes ukrainiens à Los Angeles dans une exposition d'art et une vente aux enchères ainsi qu'un concert, comprenant des œuvres de Myroslav Skoryk. D'après les organisateurs, tous les bénéfices seront reversés à l'aide humanitaire en Ukraine et espèrent que le patrimoine culturel et la langue seront transmis à une autre génération. D'autres, réfugiés et transplantés, ont adopté les traditions et les vêtements traditionnels pour montrer leur soutien et leur résilience face à l'invasion.
Lors d'un salon du meuble à Milan en juin 2022, les designers ukrainiennes Victoria Yakusha et Kateryna Sokolova, ont mis en lumière l'héritage culturel et les symbolismes de l'Ukraine avec leurs pièces. Sokolova déclare que ses pièces ont été créées dans le but d'éviter que « le design ukrainien ne soit rayé de la carte du monde » tandis que Yakusha affirme que sa mission est de « montrer au monde la créativité et la beauté de la culture ukrainienne et ainsi affirmer l'identité ».

## Dégâts

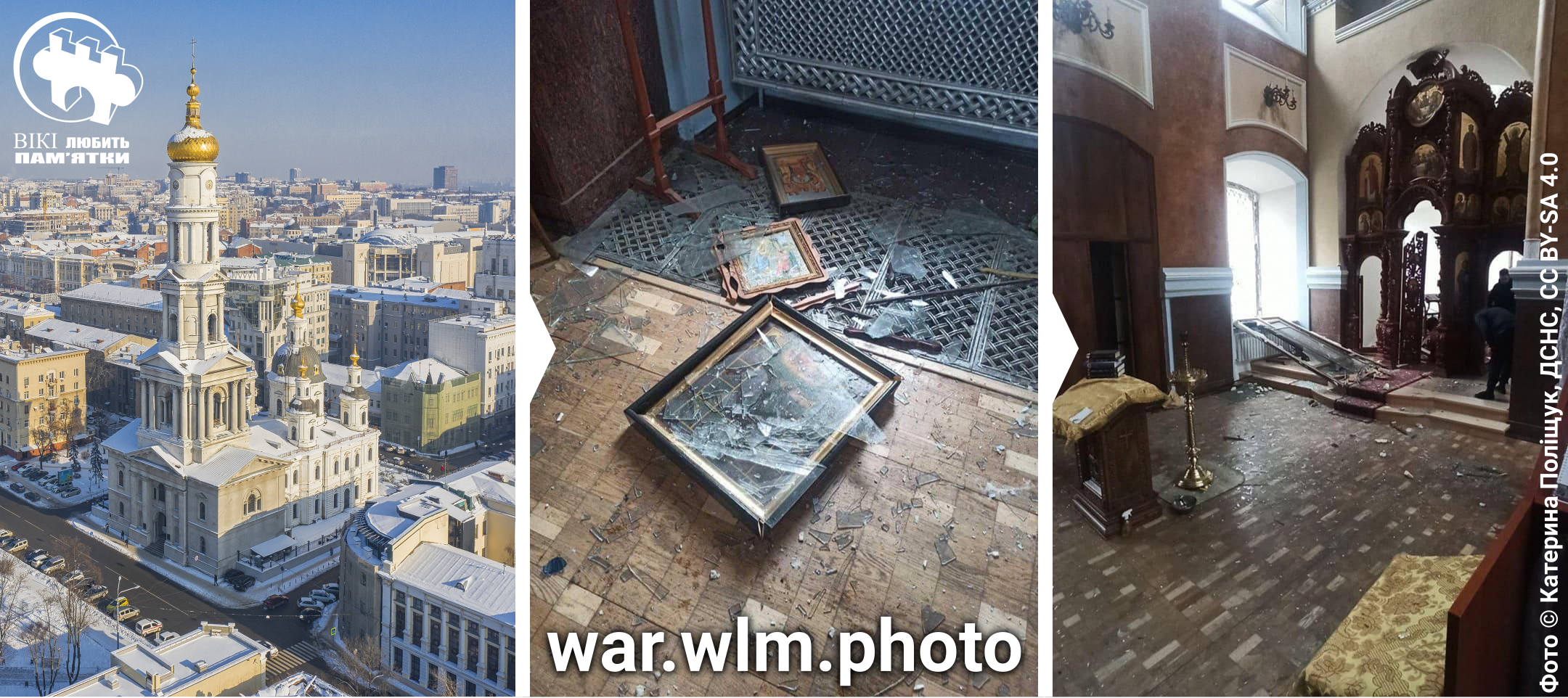
La cathédrale de la Dormition de Kharkiv en 2021, et les dommages à l'intérieur de la cathédrale en mars 2022.

Le 23 décembre 2022, l'UNESCO signale des dommages totaux ou partiels d'au moins 231 sites : 102 édifices religieux, 81 bâtiments historiques et (ou) artistiques, 18 musées, 19 monuments et 11 bibliothèques. La liste demeure incomplète (car certaines données nécessitent la vérification de plusieurs sources crédibles,) et ne comprend pas les sites ayant subi des dommages superficiels, comme des fenêtres et des portes brisées. 
Conséquence moins visible de la guerre : la culture subit de plein fouet les destructions. Selon un rapport de l'Unesco qui sera révélé ce lundi après-midi, en plus de ces 2,4 milliards d'euros de biens détruits, il faut compter 14 milliards de pertes pour le secteur.
Au 25 décembre, la Fondation culturelle ukrainienne signale au préalable 1 189 cas de détérioration ou de destruction d'objets culturels, dont 563 « centres de création », 453 bibliothèques, 63 musées et galeries, 18 théâtres et salles philharmoniques et 92 établissements d'enseignement artistique. 21 d'entre eux sont considérés comme des monuments commémoratifs d'importance nationale. Environ 100 objets sont complètement (ou quasiment) détruits. Le laboratoire de surveillance du patrimoine culturel du Virginia Museum of Natural History (en) dénombre de 458 sites culturels endommagés au 10 juin 2022. L'équipe du New York Times Visual Investigations dresse une liste d'environ 339 bâtiments, monuments et autres institutions culturelles ayant été partiellement ou totalement détruits en décembre 2022, avec une attention particulière accordée à la région du Donbass.
Le 25 février 2022, Le musée historique et d'histoire locale d'Ivankiv, situé à une cinquantaine de kilomètres de la capitale, a complètement brûlé après les bombardements russes. Le musée contenait des œuvres d'art folkloriques, notamment des peintures de Maria Primatchenko et des œuvres textiles d'Hanna Veres. Certaines peintures et autres objets ont été sauvés des bâtiments en feu par les habitants. Le nombre d'œuvres d'art de Primatchenko, Veres et d'autres artistes détruites pendant l'incendie ou endommagées est actuellement inconnu.
Le centre commémoratif de l'Holocauste de Babi Yar, en construction, a été endommagé le 1er mars 2022. Un bâtiment de musée au centre a subi des dommages structurels et le cimetière adjacent a été endommagé. D'autres éléments du site, y compris la synagogue du mémorial et la sculpture de la menorah, n'ont pas été endommagés,. Le bâtiment du petit opéra de Kiev a été endommagé le 15 mars.

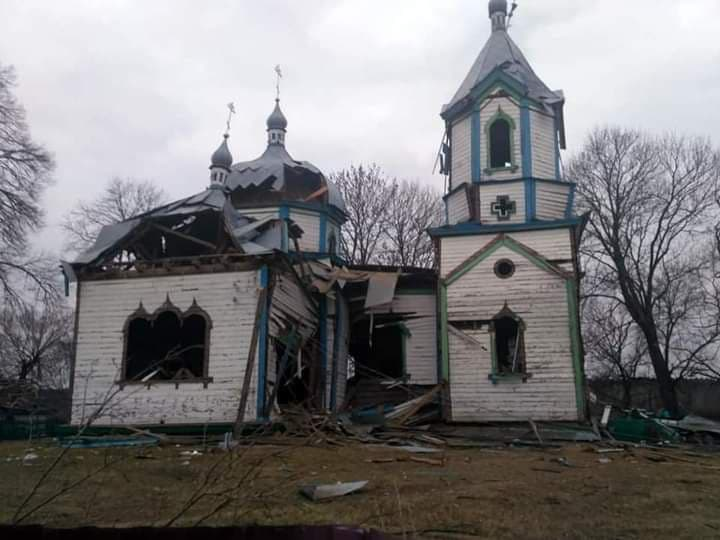
Église détruite à Viazivka.

La cathédrale de la Dormition de Kharkiv a été endommagée pendant la bataille de Kharkiv, certaines œuvres d'art et vitraux de la cathédrale ont été endommagés par un missile de croisière. Le bâtiment Slovo à Kharkiv a également été endommagé. Un mémorial à Drobytsky Yar, en périphérie de Kharkiv, dédié aux victimes de la Shoah a été endommagé par des actions militaires russes. Le 7 mars, l'extérieur du musée d'art de Kharkiv a été endommagé, ne provoquant cependant aucun dommage parmi les expositions, bien que toujours exposées au danger des attaques de rue et aériennes. De nombreux bâtiments de l'ère moderne ont été visés, notamment le bâtiment de l'administration régionale de Kharkiv, le conseil municipal de Kharkiv, le théâtre d'opéra et de ballet et le bâtiment de la faculté d'économie de l'université de Kharkiv.
En mars 2022, trois églises en bois construites au XIXe siècle ont été détruites par des bombardements russes : l'église Saint-Georges à Zavorichi, l'église de la Nativité de la Théotokos à Viazivka et l'église de l'Ascension à Lukianivka,,,. Toutes ces églises appartenaient au Patriarcat de Moscou,. Le monastère de la grotte de Sviatohirsk a été endommagé par une frappe aérienne le 12 mars 2022, blessant également plusieurs des quelque 520 réfugiés cherchant refuge dans le monastère.

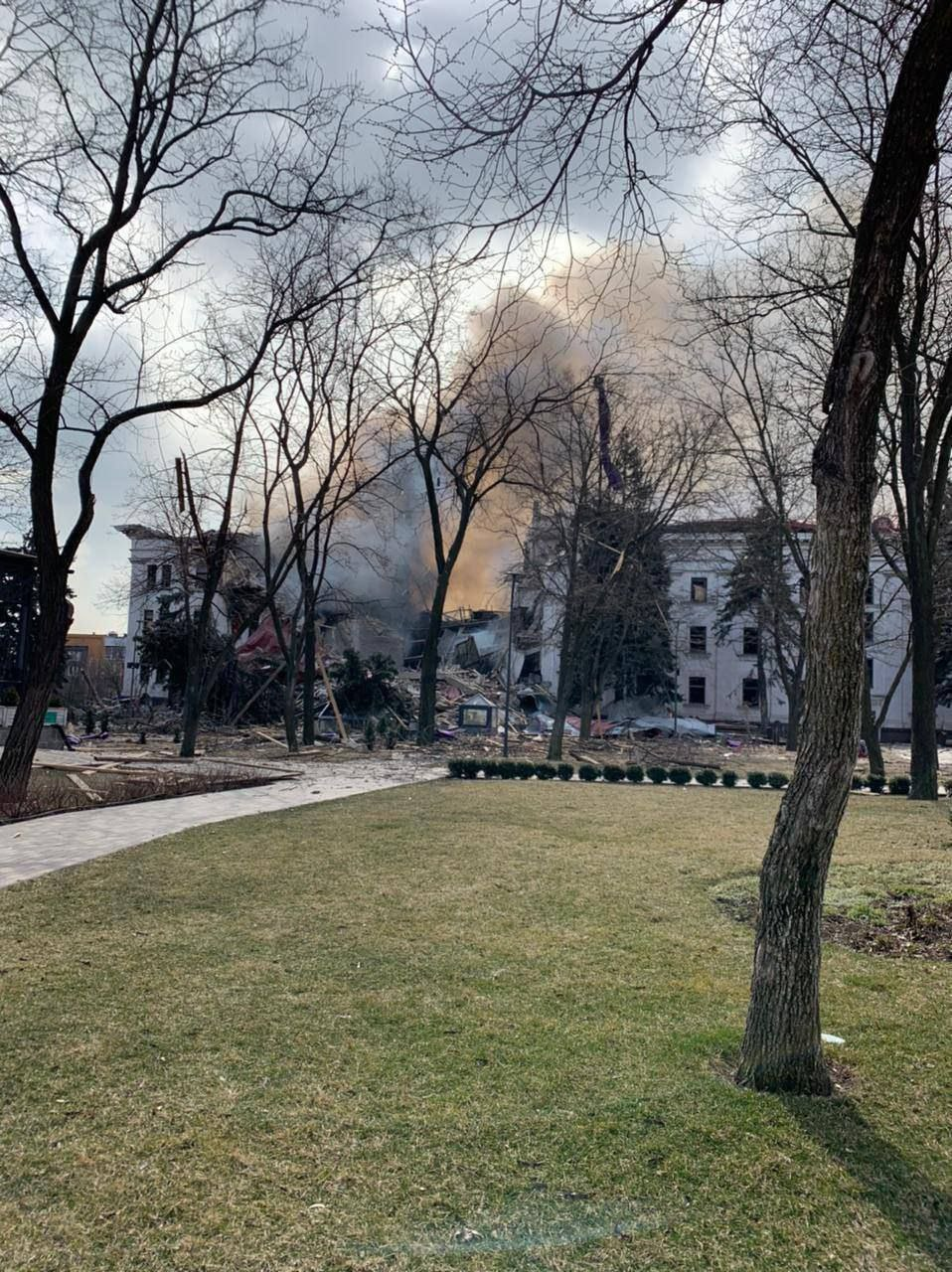
Le théâtre dramatique de Marioupol a été en grande partie détruit le 16 mars 2022, alors qu'il abritait au moins 1 300 personnes.

Le théâtre dramatique régional de Donetsk, construit en 1960, a été en grande partie détruit par les frappes aériennes russes le 16 mars 2022. Le 23 mars 2022, le musée d'art de Kouïndji, dédié à l'artiste Arkhip Kouïndji et détenant d'autres œuvres d'artistes ukrainiens, aurait été détruit, bien que certaines des œuvres aient été déplacées au préalable.
Dans la ville de Tchernihiv, assiégée jusqu'au début d'avril 2022, la maison Vasil Tarnovski du musée des antiquités ukrainiennes a été presque entièrement détruite le 11 mars. La bibliothèque régionale pour la jeunesse de Tchernihiv, de style néo-gothique, a été endommagée dans une certaine mesure. Le 6 mars vit le bombardement du musée d'art régional de Tchernihiv, le jour même où le musée-réserve littéraire de Tchernihiv a été visé. Des dommages sont également signalés au cinéma Shchors, à l'hôtel Ukraina et à une branche du musée dédiée à l'armée, son contenu ayant auparavant été scellé dans un coffre-fort. La bibliothèque scientifique universelle régionale de Korolenko Chernihiv a été bombardée le 30 mars, abîmant sa bibliothèque.
Fin mars 2022, le Club 8-bit, l'un des plus grands musées informatiques privés d'Ukraine, qui détient plus de 500 pièces d'histoire informatique remontant aux années 1950, a été détruit par le siège de Marioupol.

Statue en bronze de l'Arche de l'amitié entre les peuples photographiée en 2006 avant sa destruction le 26 avril 2022.

En avril 2022, le maire de Trostianets annonce que le Koenig Manor, un complexe de palais néoclassique du XVIIIe siècle, qui comprend un musée d'histoire locale, un musée du chocolat, une galerie d'art, une galerie sur le compositeur russe Piotr Tchaïkovski et des jardins a été détérioré lors de son occupation par les forces russes depuis février 2022 et des bombardements. Le même mois, les autorités ukrainiennes ont intentionnellement démantelé une statue de bronze de 27 pieds représentant deux ouvriers, ukrainien et russe, tenant ensemble un ordre d'amitié soviétique et située sous la grande Arche de l'amitié entre les peuples. Les structures avaient été installées en 1982, pour commémorer le 60e anniversaire de l'Union soviétique, mais l'Ukraine discutait du retrait de la statue depuis 2016.
Le 4 mai, les inspecteurs culturels ukrainiens annoncent que les troupes russes ont détruit des Kourgane, d'anciens lieux de sépulture vieux de plus de 2 000 ans. Les monticules mesurent jusqu'à 15 mètres de haut et seraient utilisés comme positions surélevées pour les pièces d'artillerie.

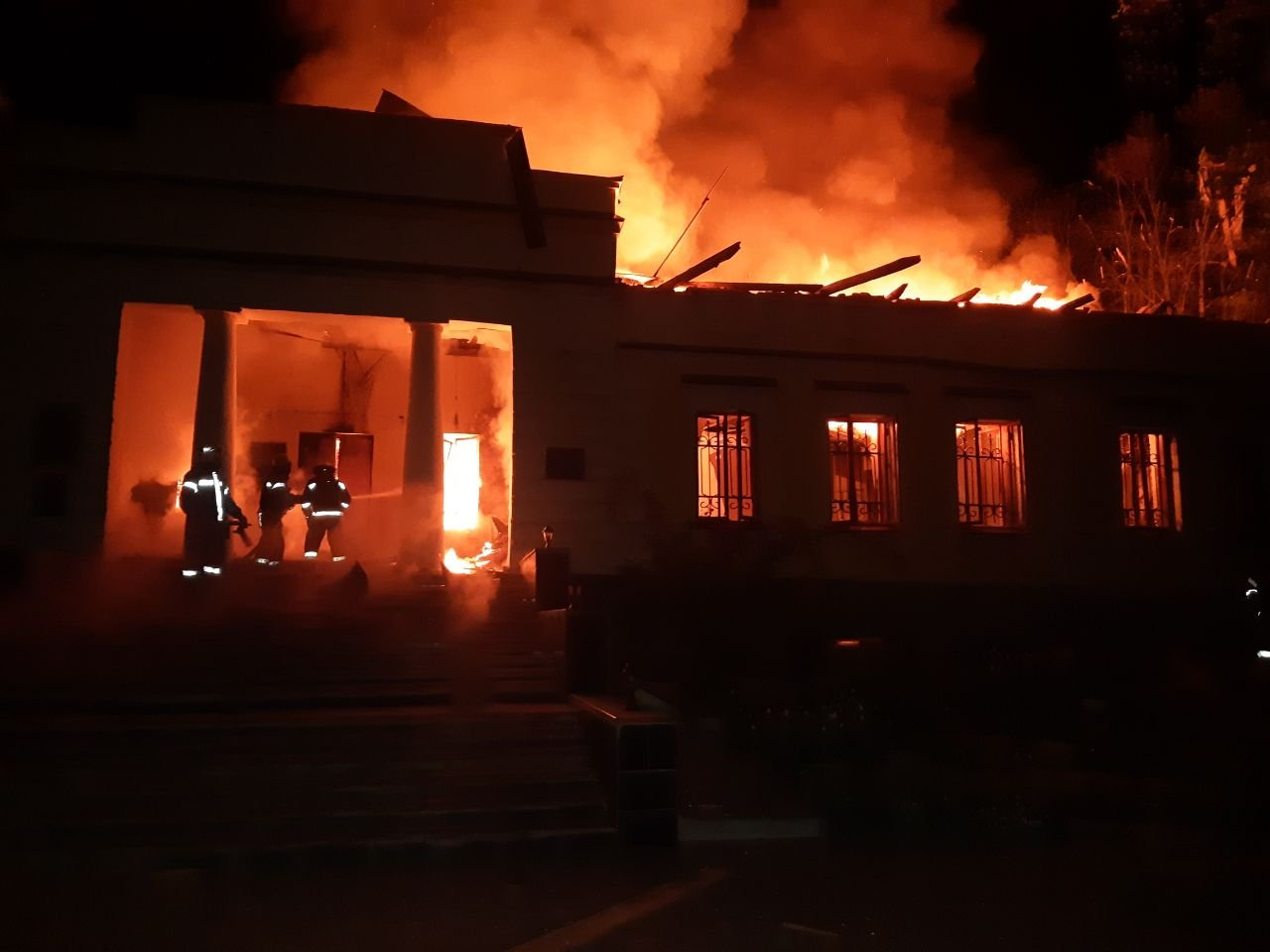
Incendie du musée commémoratif de Grigori Skovoroda dans l'oblast de Kharkiv après le bombardement du 6 mai.

Oleh Syniehoubov, le gouverneur de la région ukrainienne de Kharkiv, signale plusieurs bombardements le 6 mai 2022, dont l'un provoque un incendie qui détruit la quasi-totalité du musée commémoratif littéraire de Grigori Skovoroda.
Le 8 mai, un cimetière juif historique à Hloukhiv est endommagé par des bombardements russes. Certaines tombes ont été détruites par des arbres tombés et le cimetière est jonché de morceaux de toits des maisons voisines.
En juin 2023, 634 incidents sont dénombrés uniquement dans l'oblast de Kharkiv depuis le début de la guerre, causés principalement par l'artillerie russe ou par des attaques à la roquette contre des institutions éducatives et culturelles, avec des preuves indiquant un ciblage intentionnel de ces institutions.

### Pillages

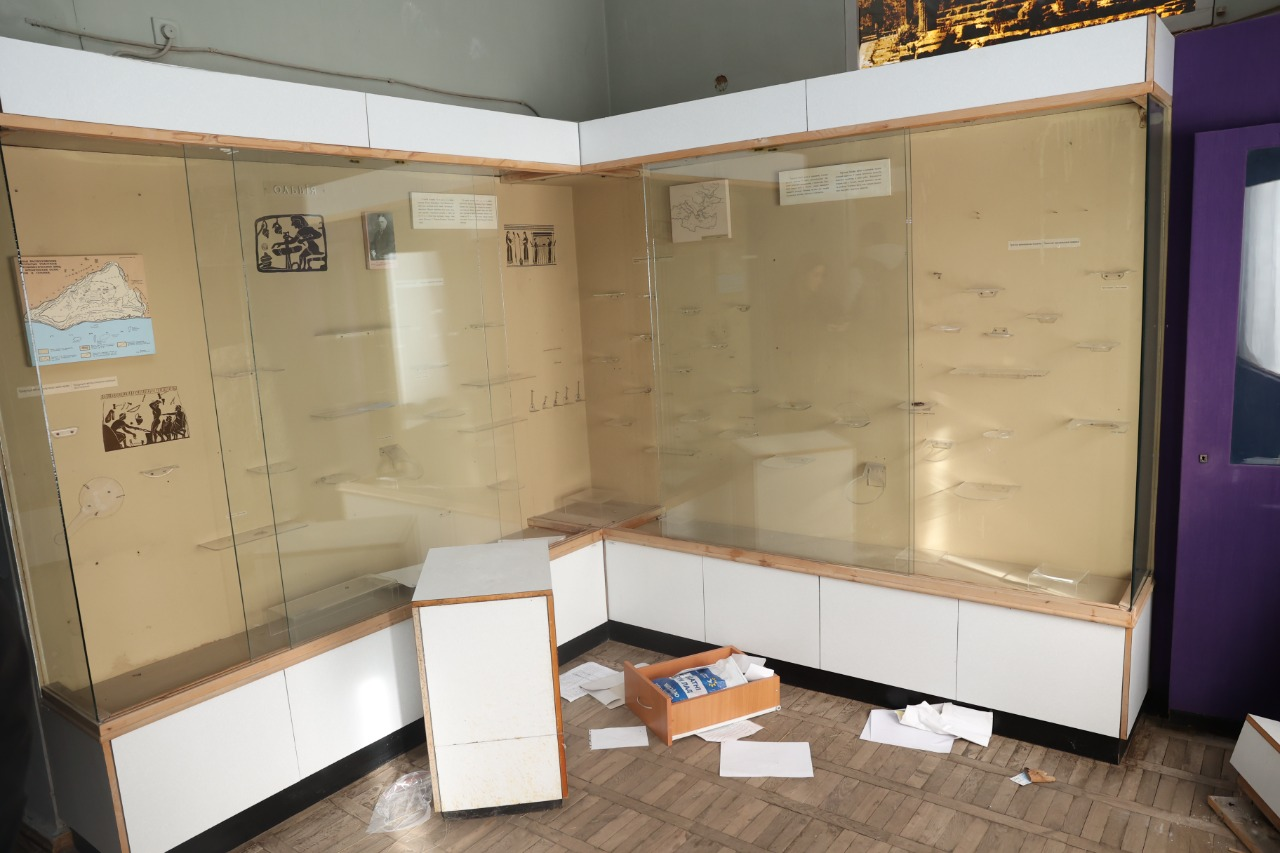
Le Musée régional d'art populaire de Kherson pillé par les forces russes.

En avril 2022, le conseil municipal de Marioupol annonce que plus de deux mille expositions ont été pillées dans les musées de Marioupol, y compris des œuvres originales d'Arkhip Kouïndji et d'Ivan Aïvazovski. La plupart des expositions du musée des traditions locales et du musée d'art de Kuindzhi ont été enlevées par les forces d'occupation russes. Cependant, la directrice du musée d'histoire locale de Marioupol, Natalia Kapustnikova, déclare au média russe Izvestia, avoir remis les œuvres d'Aïvazovski et de Kouïndji aux forces russes, « après la fin des hostilités ».
En mai 2022, des responsables ukrainiens affirment que les forces russes ont pillé les collections « les plus importantes et les plus chères » d'objets scythes en Ukraine à Melitopol. Selon le ministre ukrainien de la Culture, Oleksandr Tkatchenko, les forces russes ont pillé des milliers d'artefacts dans près de quarante musées ukrainiens en octobre 2022. Les objets pillés et la destruction d'autres sites culturels s’élèvent à des centaines de millions de dollars de dommages et d'objets perdus. Entre autres, deux principaux musées de Kherson ont été pillés par les forces russes avant de se retirer de la ville en novembre 2022 : le musée d'histoire locale et le musée d'art, dont quelque 10 000 œuvres ont été dérobées. Les œuvres d'art ont été transportées dans les musées de Crimée,, notamment le musée central de Tauride.

## Patrimoine culturel en ligne
Des volontaires du monde entier travaillent pour archiver le contenu numérique du patrimoine culturel ukrainien qui risque d'être détruit en raison de l'invasion russe de 2022. Internet Archive soutient divers efforts de préservation, notamment l'initiative Saving Ukrainian Cultural Heritage Online (SUCHO), lancée le 1er mars 2022.
SUCHO commence lorsque trois universitaires de l'université Stanford, de l'université Tufts et du centre autrichien pour les humanités numériques et le patrimoine culturel se connectent sur Twitter fin février 2022. Le groupe décide d'étendre l'utilisation de Wayback Machine, qui ne documente que la page d'accueil, et utilise des subventions de l'Association pour l'informatique et les sciences humaines et de l'Association européenne pour les humanités numériques, ainsi que d'Amazon et de DigitalOcean. Au cours des deux premières semaines du lancement de l'initiative, plus de 1 500 sites Web, expositions numériques, publications en libre accès et autres ressources en ligne d'organisations culturelles ukrainiennes ont créé des archives numériques, représentant environ trois téraoctets de données.
Le projet Backup Ukraine est annoncé en mai 2022 et travaille en partenariat avec Virtue de VICE Media Group, le Blue Shield Danemark et la Commission nationale danoise pour l'UNESCO. Le projet demande aux volontaires d'utiliser une application pour numériser des objets en Ukraine, qui sont ensuite transformés en modèle 3D et téléchargés dans une base de données cloud pour être sauvegardés. Les scans déjà téléchargés sur le projet incluent des éléments de tous les jours tels que des chambres et des animaux de compagnie, ainsi que des œuvres d'art.

## Effets durables des dommages aux sites
Certains universitaires, tels qu'un lexicographe et professeur de langue ukrainienne à l'Université Columbia, ont fait part de leurs inquiétudes quant au fait qu'en raison de la destruction continue de la culture ukrainienne par les forces russes. La destruction est ciblée dans le but de détruire l'Ukraine même si le pays parvient à repousser l'invasion russe. Ces préoccupations sont reprises par le directeur du Centre du patrimoine mondial de l'UNESCO, qui déclare que non seulement l'Ukraine perd une partie de son patrimoine culturel, mais que son identité et une partie de son histoire disparaissent tant que la guerre n'est pas terminée. Des préoccupations supplémentaires sont soulevées par un rapporteur spécial américain sur les droits culturels, avertissant que la remise en question et le déni de l'identité et de l'histoire ukrainiennes pendant la guerre, les commentaires des autorités russes et la destruction du patrimoine culturel ukrainien auront des effets durables.
Le président de Blue Shield Danemark publie un communiqué de presse soulignant la préoccupation quant à la destruction ciblée du patrimoine culturel d'un pays comme étant le moyen le plus rapide de saper l'identité nationale. Selon lui, d'après ce qui a été appris après la Seconde Guerre mondiale et d'autres conflits, sauver le patrimoine culturel d'un pays est la meilleure voie vers la reconstruction de la société après un conflit.

## Réponses
Les universitaires ukrainiens font part de leurs inquiétudes concernant une « catastrophe culturelle en cours », sentiment partagé par le président et chef de la direction du J. Paul Getty Trust, James Cuno. La déclaration de Cunos condamne les atrocités culturelles commises en Ukraine, ainsi que les pertes humaines et environnementales, et que la protection et la préservation du patrimoine culturel sont une valeur fondamentale. La Smithsonian Cultural Rescue Initiative travaille avec des contacts ukrainiens formés à la conservation du patrimoine culturel pour fournir un soutien.
Le centre Simon-Wiesenthal appelle l'UNESCO le 7 mars 2022 à prendre des mesures immédiates pour protéger tous les sites religieux et culturels d'Ukraine à la suite des informations faisant état d'un bombardement russe du centre commémoratif de l'Holocauste de Babi Yar. Le centre-Wiesenthal appelle également à l'interdiction d'accueillir la Conférence du patrimoine mondial par la Russie, initialement prévue du 19 au 30 juin, car la celle-ci devait avoir lieu à Kazan, une ville de la république du Tatarstan, qui s'avère être un sujet de la fédération de Russie.
Le centre culturel ukrainien à East Hollywood (Los Angeles, Californie), organise une collecte de fonds pour les arts mettant en lumière des œuvres d'artistes ukrainiens à Los Angeles dans une exposition d'art et une vente aux enchères silencieuse ainsi qu'un concert, qui comprend le chef-d'œuvre de Myroslav Skoryk. Les organisateurs déclarent que tous les bénéfices seront reversés à l'aide humanitaire en Ukraine et espèrent que le patrimoine culturel et la langue seront transmis à une autre génération. Plusieurs réfugiés et expatriés adoptent les traditions ou arborent les vêtements traditionnels pendant leurs vacances en dehors de l'Ukraine pour montrer leur soutien et leur résilience face à l'invasion.
Le 9 mars, le ministère de la culture et de la politique d'information de l'Ukraine annonce la collecte d'informations sur la destruction d'objets du patrimoine culturel de l'Ukraine. Dans le même temps, le ministère demande instamment de ne pas diffuser d'informations sur les moyens de protéger les biens culturels et l'emplacement ou le déplacement des collections des musées pendant la guerre. Le 5 avril, la fondation culturelle ukrainienne lance une carte interactive appelée « carte des pertes culturelles », présentant les sites patrimoniaux détruits ou endommagés à travers le pays depuis l'invasion.
Après des rapports de pillage d'artefacts scythes par les troupes russes, la ministre grecque de la Culture, Lína Mendóni, qualifie ces actes d'odieux et de barbare, et souligne les actions passées du pillage de la Russie après la Seconde Guerre mondiale, lorsque le trésor de Priam provenant des fouilles de Heinrich Schliemann a été emmené en Russie. Mendóni réitère son appel à la création d'une liste rouge pour empêcher le commerce illégal d'artefacts pillés et la création d'une plate-forme pour collecter des informations sur les biens culturels pillés.